# Bad Hopfreben

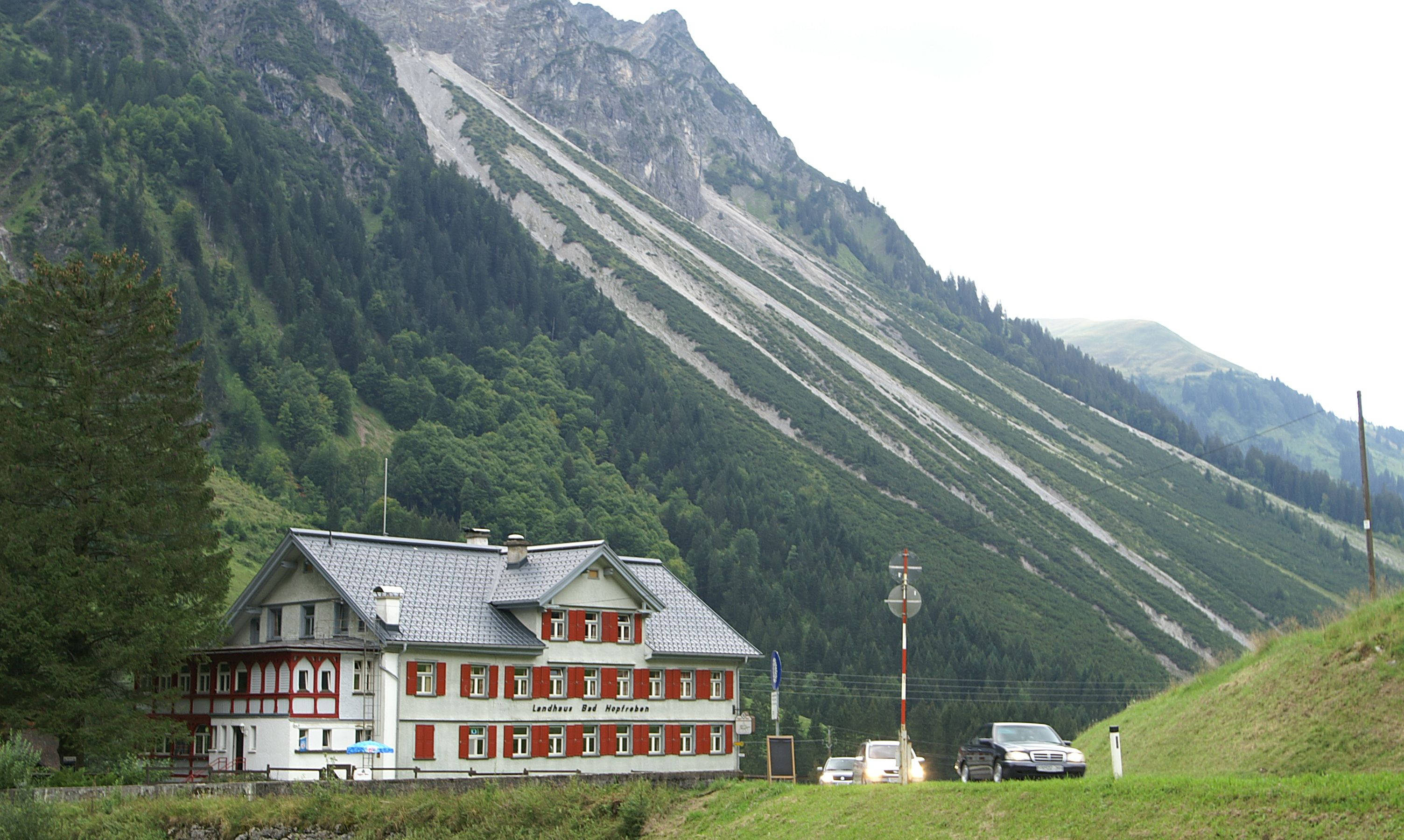
Bad Hopfreben in Schoppernau

Bad Hopfreben (1022 m ü. A.) war ein zwischen Schoppernau und Schröcken liegendes Heilbad und Gasthaus (heute nur noch Ferienhaus) und liegt im Ortsteil Hopfreben der Gemeinde Schoppernau in Vorarlberg (Österreich).

## Geschichte

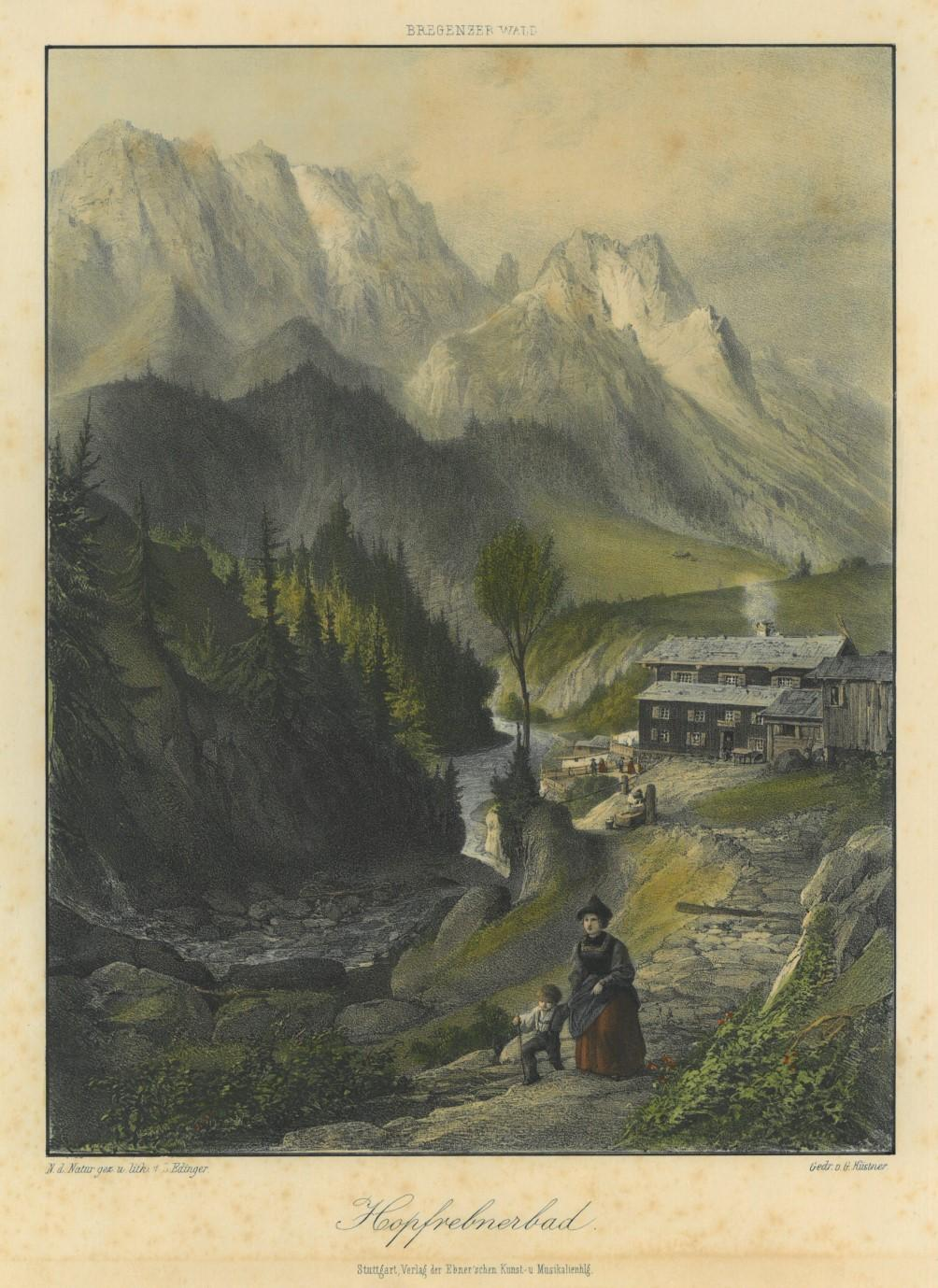
Johann Burkhard Edinger: Hopfrebnerbad, Lithographie, um 1850

Die Heilquelle von Bad Hopfreben ist seit dem 17. Jahrhundert bekannt. Hopfreben gehörte ursprünglich zum Kloster Weingarten. 1713 wurde das Heilbad an den damaligen Pfarrer von Schröcken, Christian Jochum, verkauft, der es wiederum 1718 an den Pfarrer von Schoppernau, Franz Thumb (1683–1760), weiterverkaufte. 1719 wurde von Pfarrer Thumb neue Badehütten erstellt und 1737 ein Badehaus errichtet sowie ein Badebüchlein publiziert. Im 17. und 18. Jahrhundert soll der Höhepunkt der Heilbadeanwendung gelegen haben. 1787 wurde Bad Hopfreben durch ein Unwetter zerstört und musste neu aufgebaut werden. Nach dem Höhepunkt der Heilbadeanwendung wurde Bad Hopfreben eine beliebte Sommerfrische. 1899 wurde das Gebäude im heutigen Aussehen nach Plänen von Johann Bertolini geschaffen. Im 20. Jahrhundert nutzte die Stadt Bregenz Bad Hopfreben als Ferienheim. Das Haus wird heute privat als Gasthaus mit 37 Betten geführt von einem niederländischen Paar.

## Badebetrieb und Heilquelle
Bei den Heilquellen handelt es sich um kalte Schwefelquellen, ähnlich denen in Bad Haslach in Dornbirn oder im Schwefel-Bad in Hohenems oder in Bad Kehlegg in Dornbirn. Die Badenden wurden in großen Holzzuber mit dem erwärmten Heilwasser in Kontakt gebracht. Es wurde dabei nach den Ständen getrennt. Geistliche und sogenannte „Standespersonen“ getrennt von Gewöhnlichen, Männer getrennt von Frauen. Standespersonen war es zudem möglich, das Heilbad im eigenen Zimmer zu nehmen.

## Geographie / Topographie
Der Bad Hopfreben liegt etwa 4,5 km Luftlinie vom Dorfzentrum von Schoppernau entfernt. Von Schröcken ist Bad Hopfreben etwa 3,6 km Luftlinie entfernt.

## Bedeutende Besucher
Bad Hopfreben war etwa dreihundert Jahre lang ein sehr beliebtes Heilbad. Bekannt ist unter anderem, dass der Barockbaumeister Michael Thumb mit seiner Familie 1677 die Heilbadeanwendungen in Anspruch nahm.